# Bahnhof Pörtschach am Wörthersee
Der Bahnhof Pörtschach am Wörthersee ist ein Nah- und Fernverkehrshalt an der Drautalbahn.

## Aufbau
Ein Mittelbahnsteig und ein geschlossener Hausbahnsteig mit Aufzügen und Treppen sind vorhanden. Am 13. Dezember 2018 wurde der barrierefreie Bahnhof offiziell eröffnet. Der Mittelbahnsteig wurde abgetragen und mit einer Bahnsteigkantenhöhe von 55 Zentimeter neu errichtet. Am Bahnhofsvorplatz hält eine autonome Buslinie.

## Aufnahmsgebäude
Das Aufnahms- oder Empfangsgebäude steht unter Denkmalschutz (Listeneintrag). Es wurde 1864 aus Töschlinger Marmor errichtet. Die Räume neben dem Mittelgang werden teilweise für Kunstausstellungen genutzt.

## Personenverkehr
| Linie                       | Strecke | kleinste Taktfolge (Mo–Fr) | Bemerkungen                                                                                              |
| --------------------------- | --- | -------------------------- | --- |
| Railjet                     | (Lienz) – Villach Hbf – Pörtschach am Wörthersee – St. Veit an der Glan – Leoben Hbf – Wr. Neustadt – Wien Meidling – Wien Hbf                          | Einzelne Züge              | |
| Railjet                     | Klagenfurt Hbf – Pörtschach am Wörthersee – Villach Hbf – Schwarzach-St. Veit – Salzburg Hbf (– München Hbf)                                            | Einzelne Züge              | |
| ICE                         | Klagenfurt Hbf – Pörtschach am Wörthersee – Villach Hbf – Schwarzach-St. Veit – Salzburg Hbf – München Hbf – Dortmund Hbf/Frankfurt (Main) Hauptbahnhof | Einzelne Züge              | Ein Zug nach Dortmund, ein Zug aus Münster, ein Zug aus Frankfurt, ein Zug nur nach Salzburg (Tagesrand) |
| EuroCity                    | Klagenfurt Hbf – Pörtschach am Wörthersee – Villach Hbf – Schwarzach-St. Veit – Salzburg Hbf – München Hbf – Frankfurt (Main) Hauptbahnhof              | Ein Zugpaar                | |
| InterCity (Österreich)      | Klagenfurt Hbf – Pörtschach am Wörthersee – Villach Hbf – Schwarzach-St. Veit – Salzburg Hbf                                                            | Einzelne Züge              | |
| InterCity (Österreich)      | Villach Hbf – Pörtschach am Wörthersee – St. Veit an der Glan – Leoben Hbf – Wr. Neustadt – Wien Meidling – Wien Hbf                                    | zwei Zugpaare pro Tag      | |
| D                           | Villach Hbf – Pörtschach am Wörthersee – St. Veit an der Glan – Leoben Hbf – Wr. Neustadt – Wien Meidling – Wien Hbf                                    | Einzelne Züge              | |
| Regional-Express#Österreich | Friesach – St. Veit an der Glan – Klagenfurt Hbf – Pörtschach am Wörthersee – Villach Hbf – Rosenbach                                                   | Ein Zug pro Tag            | |
| Regional-Express#Österreich | Klagenfurt Hbf – Pörtschach am Wörthersee – Villach Hbf – Spittal-Millstättersee (– Lienz)                                                              | Einzelne Züge              | |
| S-Bahn Kärnten              | (Lienz –) Spittal-Millstättersee – Villach Hbf – Pörtschach am Wörthersee – Klagenfurt Hbf – St. Veit an der Glan (– Friesach)                          | Halbstundentakt            | |
| 5321                        | Klagenfurt Hbf/Bbf – Pörtschach/Wörther See Bahnhof (Vorplatz) – Ebenfeld                                                                               | Einzelne Busse             | |
| 8579                        | Klagenfurt Hbf/Bbf – Pörtschach/Wörther See Bahnhof (Vorplatz) – Moosburg in Ktn Volksschule                                                            | Einzelne Busse             | |
| Autonomes Fahren            | Bahnhof – Parkhotel – Wahlißwiese/Seeblick – Bahnhof | Viertelstundentakt         | |